# Soldaternes Mester
Magister militum (Soldaternes Mester) var en rang brugt i det senere Romerske Rige dateret fra Kejser Konstantin. Titlen blev givet til den øverste officer i et område. Rangen som øverstkommanderende for alle væbnede styrker var forbeholdt kejseren. Eksempler på indehavere af titlen var Stilicho, Ricimer, Odoaker og andre. Rangen blev ofte brugt med en provins som tilnavn, som "Magister militum per Thracias", for at påvise en regional position.

## Titlens oprindelse og udvikling
Embedet som magister militum blev oprettet i begyndelsen af det fjerde århundrede, formentlig på det tidspunkt hvor den romerske kejser Konstantin besejrede de modkejsere, der også ønskede at regere riget. Sejren gav ham kontrol over deres respektive hære. Prætorianergarden og dens ledere, de to prætorianske præfekter, havde støttet Konstantins modkejser Maxentius, så garden blev simpelthen nedlagt. De to stillinger som præfekter fortsatte, men som en del af den civile administration. I stedet oprettede han to nye stillinger, en chef for infanteriet (magister peditum) og den mere prestigefulde post som chef for kavaleriet (magister equitum). Førstnævnte post havde eksisteret tidligere i kejsertiden og stillingen som chef for rytteriet kunne føres helt tilbage til republikkens tid, som næstkommanderende for en udpeget romersk diktator.